# Yankuba Minteh
Yankuba Minteh Moat (Gambia, 22 de julio de 2004) es un futbolista gambiano que juega como delantero en el Brighton & Hove Albion F. C. de la Premier League.

## Trayectoria
Comenzó su carrera en Steve Biko FC en Gambia. En el verano de 2022 se mudó al club danés Odense BK. Hizo su debut en la Superliga de Dinamarca el 10 de septiembre de 2022 en una victoria por 2-1 contra el F. C. Copenhague y anotó el gol de la victoria solo tres minutos después de entrar como suplente de Franco Tongya.
En junio de 2023 fue fichado por el Newcastle United F. C. e inmediatamente fue cedido al Feyenoord, con el que jugó 37 partidos y marcó diez goles en la Eredivisie. Una vez finalizó la cesión se marchó traspasado al Brighton & Hove Albion F. C.

## Selección nacional
El 4 de noviembre de 2022 su primera convocatoria a la selección nacional de Gambia para los partidos amistosos contra República Democrática del Congo y Liberia.

## Estadísticas

### Clubes
Actualizado al último partido disputado el 25 de mayo de 2025.
| Club                                    | Div.          | Temporada     | Liga  | Liga  | Liga   | Copas nacionales | Copas nacionales | Copas nacionales | Copas internacionales | Copas internacionales | Copas internacionales | Total | Total | Total  |
| Club                                    | Div.          | Temporada     | Part. | Goles | Asist. | Part.            | Goles            | Asist.           | Part.                 | Goles                 | Asist.                | Part. | Goles | Asist. |
| --------------------------------------- | ------------- | ------------- | ----- | ----- | ------ | ---------------- | ---------------- | ---------------- | --------------------- | --------------------- | --------------------- | ----- | ----- | ------ |
| Odense BK Dinamarca                     | 1.ª           | 2022-23       | 17    | 4     | 6      | 0                | 0                | 0                | —                     | —                     | —                     | 17    | 4     | 6      |
| Odense BK Dinamarca                     | Total club    | Total club    | 17    | 4     | 6      | 0                | 0                | 0                | 0                     | 0                     | 0                     | 17    | 4     | 6      |
| Feyenoord · Países Bajos                | 1.ª           | 2023-24       | 27    | 10    | 5      | 4                | 0                | 0                | 6                     | 1                     | 0                     | 37    | 11    | 5      |
| Feyenoord · Países Bajos                | Total club    | Total club    | 27    | 10    | 5      | 4                | 0                | 0                | 6                     | 1                     | 0                     | 37    | 11    | 5      |
| Brighton & Hove Albion F. C. Inglaterra | 1.ª           | 2024-25       | 32    | 6     | 4      | 5                | 1                | 1                | —                     | —                     | —                     | 37    | 7     | 5      |
| Brighton & Hove Albion F. C. Inglaterra | Total club    | Total club    | 32    | 6     | 4      | 5                | 1                | 1                | 0                     | 0                     | 0                     | 37    | 7     | 5      |
| Total carrera                           | Total carrera | Total carrera | 76    | 20    | 15     | 9                | 1                | 1                | 6                     | 1                     | 0                     | 91    | 22    | 16     |

## Palmarés

### Títulos nacionales
| Título                   | Club      | País         | Año  |
| ------------------------ | --------- | ------------ | ---- |
| Copa de los Países Bajos | Feyenoord | Países Bajos | 2024 |